# Късоух скокливец
Късоух скокливец (Macroscelides proboscideus) е вид слонска земеровка, типов представител в смятан за монотипен род Macroscelides.

## Разпространение и местообитания
Видът е разпространен в западните части на Намибия, ЮАР и югозападния ъгъл на Ботсвана. Обитава открити тропични и субтропични райони обрасли с трева и храсти както и пустини и полупустинни райони.

## Описание
Късоухите скокливци са дребни бозайници, наподобяващи на мишкевидни гризачи. Теглото им достига от 40 до 50 грама. Размерите на тялото са от 10 до 11 cm, като опашката е с поне същата дължина или по-дълга. Космената покривка по гърба е кафеникава, оранжева или сивкава, като надолу постепенно избледнява. Предните лапички имат къс първи пръст снабден с дълъг нокът.

## Поведение
Живеят поединично, като образуват двойки в периода на чифтосване. Обитават стари дупки, издълбани от гризачи или издълбават сами такива. Предимно дневни животни са, но може да бъдат активни и нощем според сезона и наличието на хищници. Хранят се основно с термити, но и други безгръбначни и дребни гръбначни. Консумират и семена, листа и плодове на растения.

## Размножаване
Сезонноциклични са, като се чифтосват през август и септември. Бременността трае около 56–65 дни, като раждат 1 до 2 малки, обикновено 2. Малките се раждат с отворени очи и покрити с козина. След около седмица преминават и на твърда храна характерна за възрастните, а след още една излизат извън гнездото си заедно с възрастните. В нормални условия живеят около година и половина, а в плен до четири. Полова зрялост достигат на 43–44 дни.

## Неприятели
Късоухите скокливци стават честа жертва на хищни птици, като малките и неопитни животни са по-честа жертва.